# 第31旅団 (ウクライナ国家親衛隊)
第31旅団（だい31りょだん、ウクライナ語: 31-ша бригада）は、ウクライナ国家親衛隊の旅団。中部作戦地域司令部隷下。

## 概要

### ソ連国内軍
1966年9月30日、ソ連国内軍の第24独立特殊自動車化警察大隊としてウクライナ・ソビエト社会主義共和国ドニプロペトロウシク州で創設された。

### ウクライナ国家親衛隊/ウクライナ国内軍
1992年1月、ソビエト連邦の崩壊とウクライナの独立で創設されたウクライナ国家親衛隊に編入し、第4師団隷下の第5連隊に改編された。
1995年1月、ウクライナ国内軍に編入し、第16独立特殊自動車化警察連隊に改称された。

### ドンバス戦争
2014年3月、ウクライナ国内軍の廃止で創設されたウクライナ国家親衛隊に編入し、第16治安防護連隊に改称された。
2014年5月からドンバス戦争で北東部ハルキウ州、東部ドネツィク州に配備された。
2020年10月14日、ウォロディミル・ゼレンスキー大統領より、名誉称号「オレクサンドル・ラディエウシキー」を授与された。

### ロシアのウクライナ侵攻
2022年11月、部隊増強に伴い、第31旅団に改編された。

#### 東部・スヴァトヴェ-クレミンナ戦線
2023年4月、ロシアのウクライナ侵攻で東部ルハーンシク州セヴェロドネツィク地区に配備され、クレミンナ方面を防御した。

#### 東部・南ドネツク戦線
2023年9月、東部ドネツィク州ヴォルノヴァーハ地区に再配置され、ヴェリカ・ノヴォシルカ方面に展開した。

## 編制
- 旅団司令部（ドニプロ）
- 第1パトロール大隊
- 第2パトロール大隊
- 特務大隊
- ドニプロ-1大隊